# Крук Дар'я Сергіївна
Дар'я Сергіївна Крук (нар. 11 березня 2003) — українська футболістка, центральна захисниця криворізького «Кривбаса».

## Клубна кар'єра
Навесні 2018 року потрапила до заявки футбольного клубу «Ніки». У Першій лізі України дебютувала 3 червня 2018 року в нічийному (2:2) виїзному поєдинку Першої ліги України проти «Багіри». Дар'я вийшов на поле в стартовому складі та відіграла увесь матч. Цей матч так і залишився єдиним для центральної захисниці в сезоні 2017/18 років. Навесні 2019 року перебралася в «Дніпро-1». У футболці дніпровського клубу дебютувала 12 квітня 2019 року в програному (0:8) домашньому поєдинку Вищої ліги України проти «Єдності-ШВСМ». У сезоні 2018/19 років вище вказаний матч так і залишився єдиним у складі дніпрянок. Напередодні старту наступного сезону повернулася до «Ніки», де провела два сезони (по одному — у Першій та Вищій лізі України). Загалом за миколаївський клуб зіграла 18 матчів у чемпіонатах України та 2 поєдинки у кубку України.
3 липня 2021 року уклала контракт з «Кривбасом». У футболці криворізького клубу дебютувала 31 липня 2021 року в нічийному (1:1) виїзному поєдинку 1-го туру Вищої ліги України проти «Восхода» (Стара Маячка). Дар'я вийшла на поле на 85-й хвилині, замінивши Габріелу Зідой.

## Кар'єра в збірній
У середині жовтня 2021 року отримала виклик до молодіжної збірної України (WU-19). У футболці жіночої молодіжки дебютувала 20 жовтня 2021 року в програному (1:4) виїзному поєдинку 1-го раунду Ліги А чемпіонату Європи 2022 року проти одноліток з Нідерландів. Крук вийшла на поле на 90-й хвилині, замінивши Тетяну Котовець.